# NGC 1220
NGC 1220 في الفهرس العام الجديد، هو عنقود نجمي، يقع في كوكبة حامل رأس الغول. اكتشف في 28 نوفمبر 1831 بواسطة جون هيرشل.

## روابط خارجية
- NGC 1220 على موقع ويكي سكاي: DSS2, SDSS, GALEX, IRAS, Hydrogen α, X-Ray, Astrophoto, Sky Map, Articles and images